# 港区立青南小学校
港区立青南小学校（みなとくりつ せいなんしょうがっこう）は、東京都港区南青山に所在する公立小学校。

## 概要

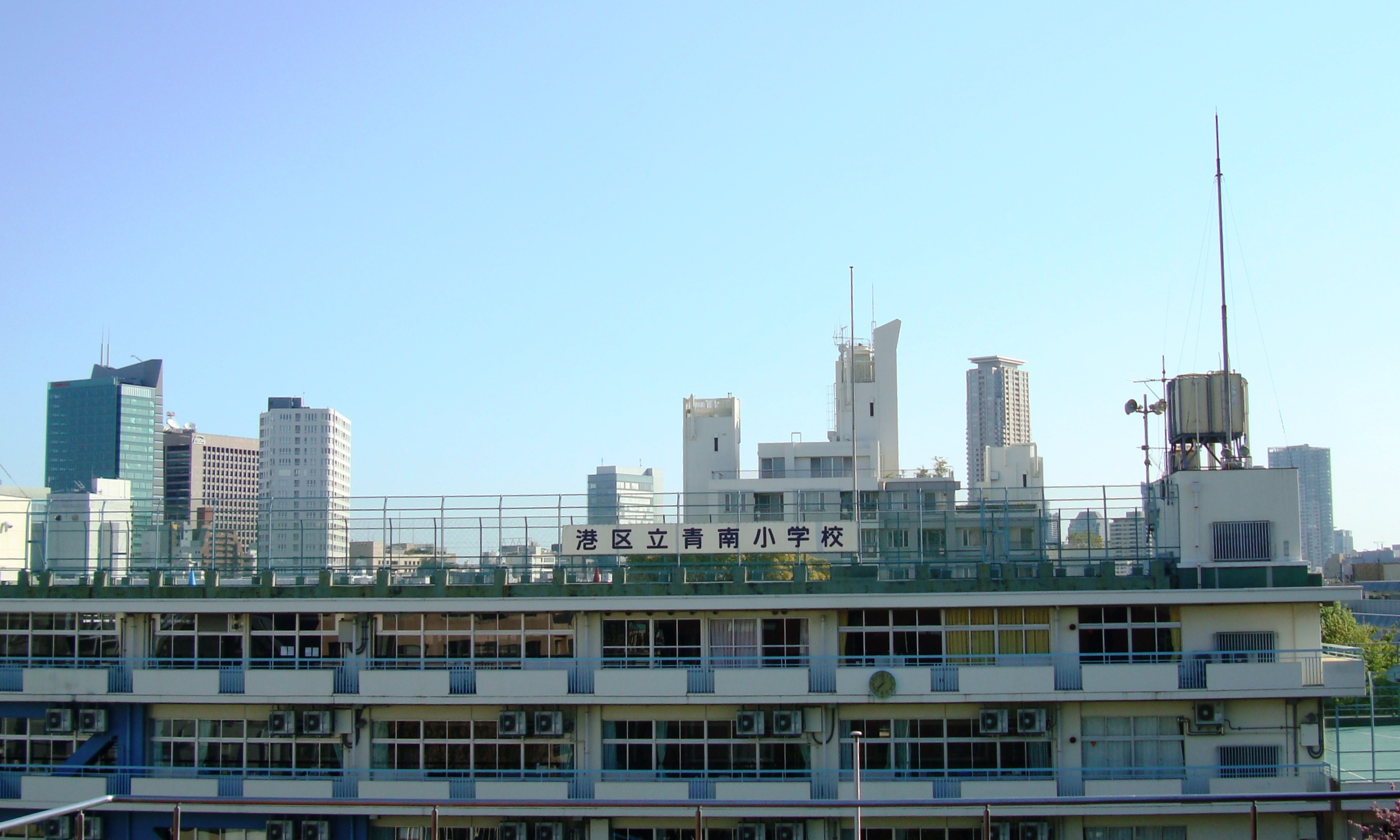
青南小学校と神宮外苑や赤坂方面の高層ビル群

明治時代以降、青山は将官や官僚などが居住する地域として大きく変容するのに伴い、隣接する青山小の児童数も急激に膨張、そのため1906年（明治39年）に青山小の一部の児童を引き取る形で創立された。そうした地域柄もあり、進学熱はこの頃より高く、文京区の誠之小などと並び、府立一中（現・日比谷高校）や四中（現・戸山高校）など上級学校への進学率が高い学校として知られていた。この頃より越境入学生も後を絶たず、1921年（大正10年）着任の下川兵次郎校長の時代以降の戦前においてさえ、上級学校を目指して進度別授業を展開していた時期もあった。
1931年（昭和6年）、中村草田男が母校の青南小学校を訪ねた折、「降る雪や明治は遠くなりにけり」と詠んだ。その句碑が現在、学校正面玄関前に建っている。
戦時中の逸話として、山本五十六が戦死した際、校庭にて海ゆかばの斉唱と共に、その子女らが在学中、またかつて通っていた関係で、他校が著名な将官が亡くなると改称したのに倣い、一時「山本国民学校」と改称する案がでて、真剣に討議されたこともあった。
戦後も当校からの青山中学 - 日比谷高への進学コースは、いわゆる番町小 - 麹町中学コースに擬えて、東大へ進学するエリートコースとされたこともあった。いわば公立小御三家として「番町・白金・青南」などとかように謳われたこともあり、港区内では現在でも白金小や赤羽小などと並び、学区外からの越境通学者が多く、また著名人の子弟も見られる。

## 沿革
- 1906年（明治39年）9月3日 - 東京市青南尋常小学校として設立。
- 1941年（昭和16年）4月1日 - 青南国民学校と改称。
- 1945年（昭和20年）5月25日 - 東京大空襲により校舎焼失。
- 1947年（昭和22年）4月1日 - 港区立青南小学校と改称。
- 1981年（昭和56年）11月7日 - 新校舎落成。
- 2005年（平成17年）9月 - 耐震工事完了。
- 2009年（平成21年）2月13日 - 港区研究奨励校発表会。
- 2011年（平成23年）10月28日 - 港区教育委員会研究奨励校、研究発表会開催。
- 2012年（平成24年）2月22日 - 東京都小学校国語教育研究会、研究大会。
- 2013年（平成25年）4月1日 - 理数教育フロンティア校指定。

## 教育方針
教育目標
気品と風格にあふれた青南小学校のよい伝統を受け継ぎ、心身ともに健康で、国際社会において信頼される人間の育成を目指して、次の目標を定める。
「よく考える子」「体をきたえる子」「思いやりのある子」
小学校の児童数と教員数
| 年度     | 児童総数 | 1年生 | 2年生 | 3年生 | 4年生 | 5年生 | 6年生 | 教員数 | 職員数 |
| -------- | -------- | ----- | ----- | ----- | ----- | ----- | ----- | ------ | ------ |
| 平成23年 | 553人    | 89人  | 83人  | 92人  | 102人 | 87人  | 100人 | 26人   | 17人   |
| 平成24年 | 532人    | 83人  | 88人  | 83人  | 95人  | 87人  | 86人  | 27人   | 16人   |
| 平成25年 | 527人    | 82人  | 84人  | 90人  | 85人  | 92人  | 94人  | 31人   | 14人   |
| 平成26年 | 530人    | 86人  | 83人  | 83人  | 90人  | 95人  | 93人  | 29人   | 14人   |
| 平成27年 | 515人    | 85人  | 84人  | 85人  | 90人  | 89人  | 82人  | 31人   | 12人   |
| 平成28年 | 500人    | 83人  | 79人  | 81人  | 80人  | 89人  | 88人  | 26人   | 13人   |
| 平成29年 | 529人    | 106人 | 83人  | 83人  | 84人  | 81人  | 92人  | 27人   | 12人   |
| 平成30年 | 548人    | 108人 | 98人  | 83人  | 85人  | 92人  | 83人  | 28人   | 14人   |
| 令和元年 | 562人    | 104人 | 103人 | 99人  | 81人  | 83人  | 92人  | 27人   | 6人    |
| 令和2年  | 577人    | 108人 | 105人 | 102人 | 96人  | 80人  | 86人  | 26人   | 7人    |
| 令和3年  | 590人    | 108人 | 104人 | 105人 | 98人  | 95人  | 80人  | 25人   | 7人    |
| 令和4年  | 634人    | 124人 | 107人 | 106人 | 107人 | 94人  | 96人  | 29人   | 6人    |
| 令和5年  | 679人    | 138人 | 127人 | 105人 | 106人 | 103人 | 100人 | 30人   | 7人    |

## 通学区域
住所別通学区域（2015年4月1日から適用）
| 西麻布二丁目 | 南青山三丁目 | 南青山四丁目 | 南青山五丁目 - 七丁目 | 北青山三丁目 |
| ------------ | ------------ | ------------ | --------------------- | ------------ |
| 18番、19番   | 5 - 18番     | 10 - 28番    | 全域                  | 5 - 15番     |

## 卒業後の進路
公立学校選択制以前であれば、卒業後は近隣の港区立青山中学校や港区立高陵中学校へ進学することになる。

## 交通
- 東京メトロ銀座線・半蔵門線・千代田線表参道駅徒歩5分
- 港区コミュニティバス「ちぃばす」青山ルート「青南小学校前」下車。

## 関係者
出身者
- 中村草田男 - 俳人
- 出羽ヶ嶽文治郎 - 関取
- 岡本太郎 - 芸術家 / 十思小学校、慶應幼稚舎へ
- 根津嘉一郎 - 実業家、青南小元同窓会長
- 南郷茂章 - 海軍少佐、「日華事変のヒーロー」 / 学習院初等科へ
- 笹井醇一 - 海軍中尉、「撃墜王」
- 山本義正 - 著述家 / 山本五十六の長子
- 水田洋 - 思想史家
- 戸坂潤 - 哲学者
- 服部正 - 建築家
- 斎藤茂太 - 精神科医、随筆家
- 北杜夫 - 作家、精神科医
- 安岡章太郎 - 作家
- 仲代達矢 - 俳優
- 渡辺みどり - 皇室ジャーナリスト
- 坂上弘 - 作家、慶應義塾出版会長
- 大塚雄司 - 元衆議院議員
- 中野譲 - 元衆議院議員
- 宇佐美典也 - アナリスト、元官僚
- 松本隆 - 作詞家
- オノ・ヨーコ - 前衛芸術家、ミュージシャン
- 伊藤満洲雄 - 実業家 / 伊藤博文の孫
- 天羽浩平 - 実業家、計算機科学者 / 天羽英二の三男
- 岩崎俊男 - 実業家 / 岩崎寿男の長男
- 盛田英夫 - 実業家 / 盛田昭夫の長男
- 盛田昌夫 - 実業家 / 盛田昭夫の次男
- 松下賢次 - フリーアナウンサー、元TBSアナウンサー
- 風花舞 - 女優、元宝塚歌劇団月組トップ娘役
- 小宮山雄飛 - ミュージシャン（ホフディラン）、カレー研究家
- 高橋一生 - 俳優
- 津坂早紀 - 元女優 / 秋野太作の次女
- 立川こはる - 落語家
- 合原明子 - NHKアナウンサー
- 岩垂かれん - プロフェッショナル・スノーボーダー